# Duncan Kennedy (Rennrodler)
Duncan Kennedy (* 20. Dezember 1967 in Burlington, Kalifornien) ist ein ehemaliger US-amerikanischer Rennrodler.
Duncan Kennedy war einer der herausragenden Vertreter seiner Sportart in der ersten Hälfte der 1990er Jahre. 1992 und 1994 war er hinter Markus Prock Zweiter der Gesamtwertung des Rennrodel-Weltcups, 1993 belegte er den dritten Rang. 1997 belegte er den vierten Rang. In der Saison 1991/92 gewann er je ein Weltcuprennen in Sigulda und in Lake Placid. Bei den Olympischen Spielen 1994 von Lillehammer galt Kennedy als einer der Favoriten, stürzte jedoch. Zuvor wurde er 1988 in Calgary 14., 1992 in Albertville Zehnter. 1997 beendete er aufgrund einer Verletzung seine Karriere. Heute ist er sporadisch als Kommentator für das US-Fernsehen bei Rennrodelveranstaltungen tätig.
Internationales Aufsehen erregte Kennedy 1993, als er bei einem Übergriff deutscher Skinheads in Oberhof auf seinen farbigen Teamkollegen Robert Pipkins verletzt wurde, als er diesem beistand.

## Erfolge

### Weltcupsiege
Einsitzer
| Nr. | Datum         | Ort         | Bahn                           |
| --- | ------------- | ----------- | ------------------------------ |
| 1.  | 1. Dez. 1991  | Sigulda     | Rennrodel- und Bobbahn Sigulda |
| 2.  | 19. Jan. 1992 | Lake Placid | Olympia-Bobbahn Lake Placid    |